# Pteromonnina macrostachya
Pteromonnina macrostachya är en jungfrulinsväxtart som först beskrevs av Hipólito Ruiz López och Pav., och fick sitt nu gällande namn av B. Eriksen. Pteromonnina macrostachya ingår i släktet Pteromonnina och familjen jungfrulinsväxter. Inga underarter finns listade i Catalogue of Life.